# Dasyatis hypostigma
Dasyatis hypostigma là một loài cá trong họ Dasyatidae. Chúng thường được tìmn thấy ở vùng biển Nam southern Brazil, đôi khi cả Uruguay và Argentina.